# Jakob Martin Strid
Jakob Martin Strid (født 7. december 1972) er en dansk tegner, forfatter og illustrator.
Strid er særligt kendt for sin tegneserie Strid, som Politiken bragte fra 2000 med mellemrum indtil 2005. Serien indbragte ham i 2001 Dan Turèll Prisen. Han debuterede i bogform i 1997 med tegneserien Vi hader alting!! Serien havde tidligere været trykt i Socialisten Weekend.
I 1999 udkom Strids første illustrerede billedbog, Rejsen til Jorden, med rimede vers. Han er siden udkommet med en lang række børnebøger heriblandt Mustafas Kiosk og børnebogsserien Mimbo Jimbo. Hans seneste udgivelse er Den fantastiske bus (2023), et kæmpeværk der ifølge forfatteren har været femten år undervejs. Bogen blev rost af anmelderne, og den blev hurtigt udsolgt fra forlaget og toppede bestsellerlisterne hos landets boghandlere, og var bl.a. den næstmest solgte bog i 2023 hos Saxo.com. Begge dele er meget usædvanligt for en børnebog.
Strids bøger er solgt i over 33 lande, og hans værker er blandt andet lavet til film (Den utrolige historie om den kæmpestore pære (2017), Da Mumbo Jumbo blev kæmpestor (på vej)) og teater (Lille Frø, Den utrolige historie om den kæmpestore pære). I løbet af 2023 og 2024 udstilles et udvalg af de originale håndtegnede illustrationer fra Den fantastiske bus på kunstmuseerne Copenhagen Contemporary samt Brandts Klædefabrik.
Jakob Martin Strid skriver og illustrerer selv sine fortællinger. Blandingen af det poetiske, humoristiske og anti-autoritære er Strids særlige kendetegn. En rød tråd gennem hans forfatterskab er desuden fascinationen af fantastiske maskiner – blandt andet gåhuse, fyrtårne, kæmpepærer, spejlægsmaskiner, vindmaskiner, luftskibe og busser. Derudover spiller østlig mytologi ofte en birolle i hans fortællinger. Åbenlyse inspirationskilder er filmskaberen Miyazaki, forfatter og tegner Ib Spang Olsen samt digteren Halfdan Rasmussen.

## Kontroverser
Strids værker har flere gange vakt debat. I tegneserien af samme navn blev en forsvarstale af tegneseriefiguren Strid om Rote Armee Fraktion startskuddet til en debat, hvor aviserne Politiken og Berlingske stod som modpoler. I 2020 kritiserede en anmeldelse i Jyllands-Posten Strids bog I form med Tapiren for at udskamme overvægtige personer. Forlaget Gyldendal var uenig i kritikken og svarede, at bogen "grundlæggende handler om at komme ud af form og finde tilbage til sig selv igen".

## Hæder
- 2001 Dan Turèll Medaljen[12]
- 2006 Statens Kunstfonds treårige stipendium
- 2007 Søren Gyldendals Studierejselegat
- 2008 Børnebibliotekarernes Kulturpris[13]
- 2008 Orla-prisen (Bedste billedbog)[14]
- 2008 BMF's børnebogspris[15]
- 2009 Kulturministeriets Illustratorpris
- 2012 Gyldendals Børnebogspris[16]
- 2012 Kronprinsparrets Kulturpris[17]
- 2012 BMF's børnebogspris[15]
- 2013 Silas-Prisen[18]
- 2019 Nomineret til Nordisk Råds børne- og ungdomslitteraturpris for Da Mumbo Jumbo blev kæmpestor
- 2023 Kulturministeriets Illustratorpris for Den fantastiske bus[19]
- 2023 Nomineret til Weekendavisens litteraturpris for Den fantastiske bus
- 2024 Nordisk Råds børne- og ungdomslitteraturpris for Den fantastiske bus[20]

### Mimbo Jimbo
- Mimbo Jimbo (2010)
- Mimbo Jimbo laver kunst (2011)
- Mimbo Jimbo og de store elefanter (2012)
- Mimbo Jimbo besøger en ven (2013)
- Mimbo Jimbo og den lange vinter (2014)
- Mimbo Jimbo bygger et fyrtårn (2015)
- Da Mumbo Jumbo blev kæmpestor (2018)
- Lær engelsk med Mimbo Jimbo (2018)
- Flyvebogen - Rejsen til monstrenes ø (2019)
- I form med Tapiren! (2020)

### Avisstriber
- Tales from the Future (1995)
- Vi Hader Alting!! (1997)
- Jorden går under i år 2000 (1999)
- Strids Værste!!! (2002)
- Den store Strid (2001, striber bragt i Politiken)
- Den store Strid 2 (2002, striber bragt i Politiken)